# Wikiquote
Wikiquote (een samenstelling van wiki en quote, Engels voor citaat) is een van de deelprojecten van de Wikimedia Foundation. Het doel van Wikiquote is het verzamelen van citaten van en over bekende personen. Daarnaast zijn er aparte pagina's voor citaten over een bepaald thema, zoals films, series, fictieve personages, boeken en meer algemene zaken zoals het weer. Ook is er ruimte voor het verzamelen van spreekwoorden in een bepaalde taal.
Alle citaten op Wikiquote moeten van een betrouwbare bron zijn voorzien.

## Geschiedenis
Het project werd oorspronkelijk alleen in het Engels gestart. De grondleggers waren Daniel Alston en Brion Vibber. In juli 2003 kreeg Wikiquote een eigen domeinnaam, quote.wikipedia.org. Een maand later verhuisde Wikiquote naar wikiquote.org. In juli 2004 werden er ook versies in andere talen geïntroduceerd, waaronder het Nederlands.
In februari 2010 waren er in alle taalversies bij elkaar in totaal 100.000 Wikiquotepagina's.
De Engelstalige Wikiquote is met enige afstand de grootste versie. deze telde begin 2017 bijna 30.000 individuele pagina's. Het aantal pagina's op de Nederlandstalige Wikiquote schommelt rond de 1000. Een groot deel van de oude content werd hier na enkele jaren verwijderd wegens het niet voldoen aan de richtlijnen.
De Franstalige versie van Wikiquote moest in maart 2006 voor enige tijd geheel worden gesloten, nadat hier problemen met auteursrechtelijk beschermd materiaal waren ontstaan. In december 2006 ging de site weer open.